# Der Brandstifter von Los Angeles
Der Brandstifter von Los Angeles ist ein US-amerikanischer Kriminalfilm aus dem Jahr 1949 von William Berke mit Robert Lowery und Anne Gwynne in den Hauptrollen. Der Film wurde von Lippert Production, Inc. produziert.

## Handlung
In Los Angeles wird der Feuerwehrbeamte Joe Martin beauftragt, den Brand des Pelzlagers der Firma Arson zu untersuchen. Es besteht der Verdacht der Brandstiftung durch den Firmeninhaber Thomas Peyson. Der vorherige Ermittler wurde getötet, ein Untersuchungsbericht wurde nicht gefunden. Der Feuerwehrchef erklärt, dass eine verdächtig hohe Versicherungssumme durch den Versicherungsagenten Frederick Fender ausgezahlt wurde. 
Joe will mit Peyson über ein Feuer, dass in seinem Appartement ausbrach, sprechen. Er trifft jedoch nur Jane Jennings an, die Babysitterin für den Sohn der Peysons. Als das Paar heimkommt, kann Joe mit ihnen sprechen. Dann bietet er Jane an sie heimzufahren. Sobald Joe und Jane weg sind, ruft Peyson Fender an und informiert ihn über Joes Besuch. Am nächsten Tag sucht Joe Fender auf und befragt ihn über den Brandfall. Er erhält keine neuen Informationen. Als Joe das Büro verlässt, beauftragt Fender seinen Mitarbeiter Pete, Nachforschungen über Joe anzustellen, in der Hoffnung, dass Joe erpressbar ist. Pete beschattet Joe, auch als der mit Jane ausgeht.
Joe bemerkt, dass er beobachtet wird und geht in Uniform zu einem illegalen Buchmacher. Dort geht Pete auf ihn zu und bietet ihm an, Geld zu machen. Es kommt zu einer Polizeirazzia, und am nächsten Tag ist ein Bild von Joe im Kampf mit Polizisten in der Zeitung zu sehen. Joe quittiert seinen Dienst. Er wird mit Jane von Pete zu einer Party eingeladen, auf der er Fender begegnet. Fender interessiert sich für Jane, sehr zum Missfallen seiner Sekretärin Betty. Fender stellt Joe als Fahrer an. Er soll Pete zu seinem nächsten Auftrag fahren. Pete soll ein Bekleidungsgeschäft in Brand setzen und Joe mit dem Auto die Anfahrt der Feuerwehr behindern. Noch vor dem Einbruch kann Joe dem Undercover-Polizisten Murph Hinweise auf die geplante Tat geben. 
Pete und Joe räumen das Geschäft aus. Joe schlägt vor, die Sprinkleranlage auszuschalten. Pete legt Feuer und fährt mit Joe davon. Murph ist in der Nähe geblieben und kann den Brand löschen. Nachdem sie das Diebesgut ausgeladen haben, fahren Joe und Pete zurück zum Geschäft, das zu Petes Erstaunen nicht brennt. Murph ist noch da und wird von Pete angeschossen. Als weitere Polizei erscheint, ergreifen die beiden die Flucht. Fender verdächtigt Betty, der Polizei einen Tipp gegeben zu haben. Als Betty ihm ihre Unschuld versichert, fordert er sie auf, Pete auszuforschen. Sie soll sich mit ihm verabreden und in den Goucho Club gehen. Auch Joe und Jane werden eingeladen. Auf dem Weg zum Club klärt Joe Jane auf, dass er als verdeckter Ermittler für die Feuerwehr arbeitet. 
Pete und Betty betrinken sich. Betty verrät dabei die Adresse des Lagerhauses, in dem die angeblich verbrannten Pelze gelagert werden. Als Joe mit Jane tanzt, klärt Betty Pete auf, dass sie diese Information als mögliche Falle für Joe gegeben hat. Joe fährt Pete nach Hause, der sofort einschläft. Joe durchsucht Petes Schreibtisch und findet dort den Untersuchungsbericht des toten Ermittlers. Joe und Jane fahren mit der Polizei zum Lagerhaus. Zur gleichen Zeit erwacht Pete und merkt, dass sein Schreibtisch durchsucht wurde. Die Polizei konnte im Lagerhaus keine Pelze finden. Durch den Untersuchungsbericht fällt Pete unter Mordverdacht und soll verhaftet werden. Die Beamten machen sich auf dem Weg zu Petes Appartement. Doch Pete erscheint am Lagerhaus und nimmt Jane als Geisel. Ein Nachtwächter bekommt dies mit und benachrichtigt Fender, der mit Betty zum Lagerhaus fährt. Joe überwältigt Pete, nimmt dessen Waffe an sich und läuft mit Jane weg. Pete verfolgt die beiden mit der Waffe des Nachtwächters. Er legt im Lagerhaus Feuer, doch Joe kann den Feueralarm aktivieren. Zur gleichen Zeit kommt Fender, der mit hohem Tempo zum Lagerhaus rast, von der Straße ab und verunglückt. Im Lagerhaus kann Joe Pete festnehmen, als die Feuerwehr ankommt. Auch der Rest von Fenders Bande wird festgenommen. Joe und Jane setzen ihre Beziehung fort.

## Produktion

### Hintergrund
Gedreht wurde der Film von Anfang bis Mitte März 1949 in den Universal-Studios in Universal City.
Im Vorspann wird der Feuerwehr von Los Angeles für die Zusammenarbeit sowie der Bereitstellung von Personal und Ausrüstung gedankt.

### Stab
Martin Obzina oblag die künstlerische Leitung. Joseph Kish war für das Szenenbild zuständig.

### Besetzung
In einer kleinen nicht im Abspann erwähnten Nebenrolle trat Thurl Ravenscroft auf.
In der Originalfassung ist John Forsythe als Ansager beim Pferderennen zu hören.

## Synchronisation
Die deutsche Synchronfassung entstand im Auftrag der Intervox Film GmbH in München unter der Dialogregie von Poldo Branoner nach einem Dialogbuch von Ursula Zell. 
| Rolle            | Schauspieler    | Deutscher Synchronsprecher |
| ---------------- | --------------- | -------------------------- |
| Joe Martin       | Robert Lowery   | John Pauls-Harding         |
| Jane Jennings    | Anne Gwynne     | Sigrid Lagemann            |
| Pete Purdy       | Edward Brophy   | Werner Lieven              |
| Frederick Fender | Douglas Fowley  | Harald Wolff               |
| Feuerwehrchef    | William Forrest | Ernst Konstantin           |

## Veröffentlichung
Die Premiere des Films fand im Mai 1949 statt. In der Bundesrepublik Deutschland kam er 1954 in die Kinos.

## Kritiken
Das Lexikon des internationalen Films schrieb: „In sieben Tagen Drehzeit entstandener B-Krimi, der ausgiebig auf Archivmaterial von Großbränden, Pferderennen etc. zurückgreift.“
Der Kritiker des TV Guide fand den Film angesichts des niedrigen Budgets nicht schlecht.